# ロゼット
生物学におけるロゼット（英: rosette）は、生物体の器官や組織、細胞などが示すバラの花冠状の配列をいう。また、ロゼット rosette は、バラ Rosa にフランス語の指小辞 -ette を付した語で円花飾や円花窓を表す建築学用語やローズ型の宝石を表す地学用語としても用いられる。生物学においても植物と動物で別の実体を表す。
1. 草本植物においては、極度に短縮した短い茎から葉が水平に出て扁平なバラの花冠状の外観を呈し、節間伸長がほとんどない生育型を指す[3]。
2. 針葉樹において、ロゼット細胞は前胚の構成単位の一つである[5]。
3. 有櫛動物においては、胃水管系の壁にある細胞集団を指す[2][3]。
4. 動物や原生生物においては、細胞や顆粒が放射状に配列された構造を指す[2][3]。

## 草本植物
ロゼットは植物体の主軸で胚軸を除く節間の伸長が抑制される成長様式を指す。全ての葉がバラの花弁のようにシュート頂周辺の1ヶ所から放射状に重なり合って並ぶように見える。ロゼットはラテン語では rosula, rosella と表現され、形容詞としては「ロゼット状の rosulaceus, rosularis, rosulatus」や「ロゼットを有する rosulifer」などの語が用いられる。
ロゼットを構成する葉は地上茎の基部の節につく根生葉（こんせいよう、radical leaf）で、特にロゼットを構成し地表に密着して越冬するものをロゼット葉（ロゼットよう、rosette leaf）と呼ばれる。ロゼット葉の形態は、ロゼット解消後の花茎につく普通葉（茎生葉）に比べ、多少簡略化するか、形態的にあまり変わらないことも多く、花茎の葉の方が単純化し、ロゼット葉は逆に複雑なこともある。
越冬など、生活史の一時期にロゼットを示す植物をロゼット植物（ロゼットしょくぶつ、rosette plants）という。ロゼット植物は花芽形成後に急速に成長し、花をつけるが、それを抽薹（抽苔、ちゅうだい、bolting, seeding）あるいは薹立ち（とうだち）という。その主軸を薹（とう、flower stalk）という。ロゼット植物はラウンケル (1907) における生活型のうち、半地中植物に属する。また、沼田眞による草本植物の生育型の分類では、ロゼット植物はロゼット型 (r)、一時ロゼット型 (pr)、偽ロゼット型 (ps) に分けられる。ロゼット型はロゼット葉のみからなり、直立茎は花茎のみで葉を付けないもの、一時ロゼット型はある器官ロゼットで過ごし、後に根生葉をなくし葉を付けた茎をのばすもの、偽ロゼット型はある期間をロゼットで過ごし、根生葉を残したまま葉を付けた茎をのばすものを指す。越年生の長日植物は、抽薹を開始するまでロゼットとなることが多い。
ロゼットは以下のような植物に見られる。
- アブラナ科 - ナズナ[6]
- キク科 - ムカシヨモギ属 Erigeron[6]（ヒメジョオン Erigeron annuu[13]、ヒメムカシヨモギ Erigeron canadensis[13]）、ノゲシ属 Sonchus[6]、タンポポ属 Taraxacum[14]、セイタカアワダチソウ Solidago altissima[15]、シラヤマギク Aster scaber[15]、キツネアザミ Hemisteptia lyrata[16]
- アカバナ科 - マツヨイグサ属[6]（メマツヨイグサ Oenothera biennis[13][17]、ユウゲショウ Oenothera rosea[17]）
- シソ科 - メハジキ
- オオバコ科 - オオバコ属 Plantago[6]
- マツムシソウ科 - マツムシソウ属 Scabiosa[6]
- オミナエシ科 - オトコエシ Patrinia villosa[18]
- タデ科 - エゾノギシギシ Rumex obtusifolius[16]
- ムラサキ科 - キュウリグサ Trigonotis peduncularis[16]
- イネ科 - ヒカゲスゲ Carex lanceolata[10]、トキワススキ Miscanthus floridulus[10]

オオバコやタンポポは、生活史の全てをロゼットで過ごし、花序をつけるときのみ葉のない花茎を立てる。オトコエシは直立シュートの地面付近から匍匐シュート（走出枝）を春に伸ばすが、秋にそれがロゼットとなる。そして再び翌春には直立シュートとなって、開花結実後に枯れる。ヒメムカシヨモギやヒメジョオン（キク科）、メマツヨイグサ（アカバナ科）は発芽後ある期間をロゼットで過ごし、後に直立するシュートとなる。ヒメジョオンでは根生葉は花時には消失するが、ハルジオンは花時にも根出葉が残る。セイタカアワダチソウでは、未熟な個体や越冬時はロゼットで過ごすが、夏になると直立シュートを立てる。シラヤマギクも幼時および成長不良時はロゼットで過ごすが、成熟すると直立する。まあ、常緑のヒカゲスゲ Carex lanceolata やトキワススキ Miscanthus floridulus もロゼット植物である。

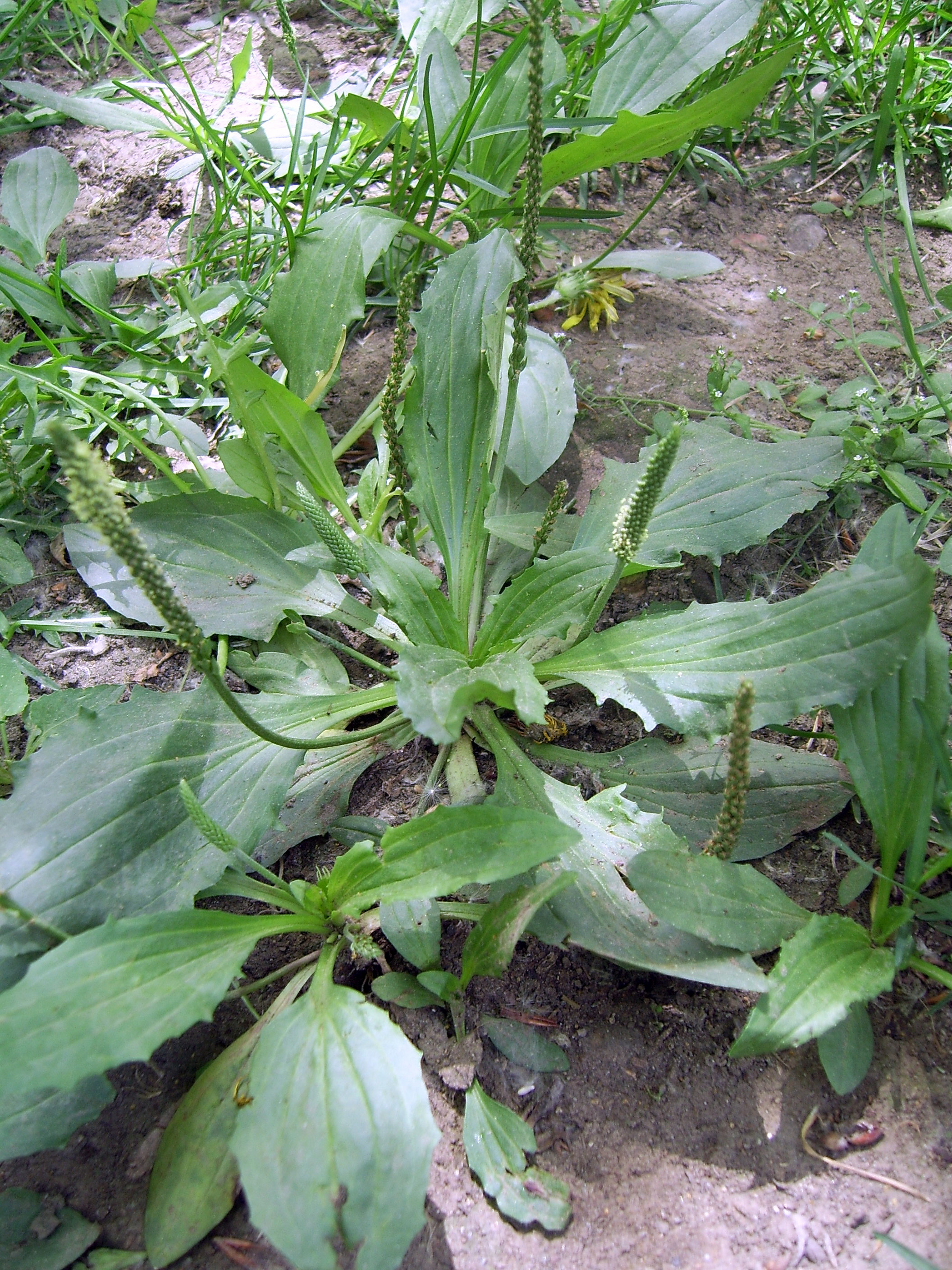
オオバコ
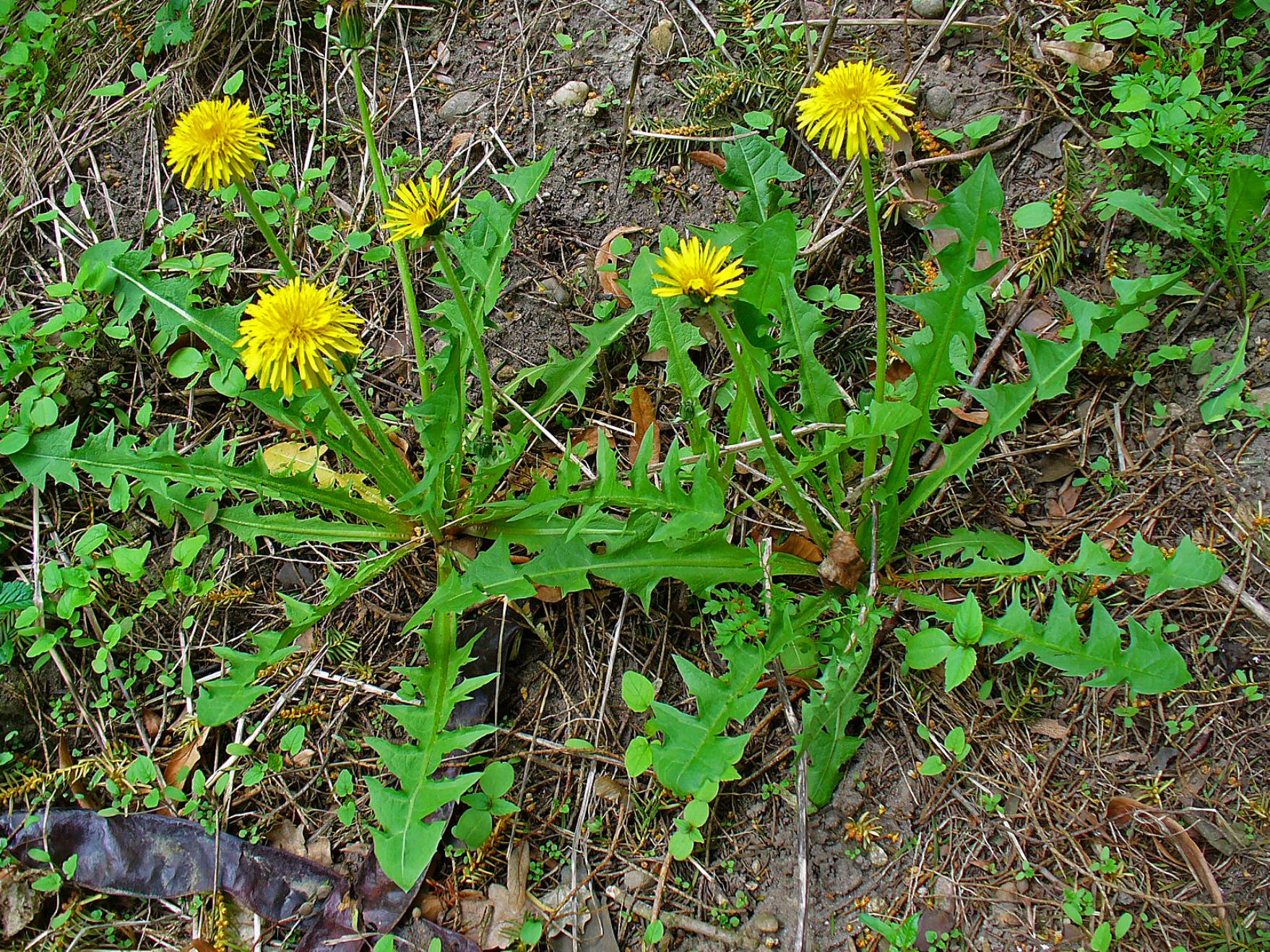
セイヨウタンポポ
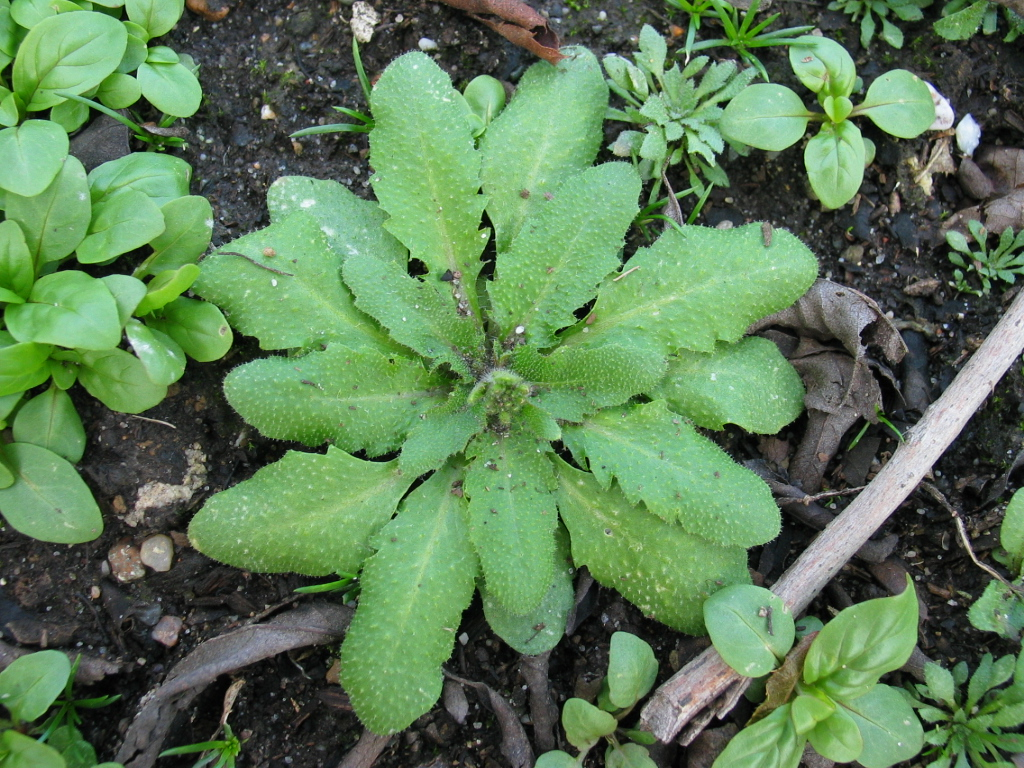
シロイヌナズナ

### 形成と解消
ロゼットの形成はオーキシンの生成が少ないことや、インドール酢酸酸化酵素（オーキシン破壊酵素）の働きが大きいこと、または成長抑制物質の量が多いことなどの要因が考えられている。ロゼット植物では、温度や日長などの催芽刺激を受けると抽薹が起こり、頂芽が花芽となって節の分化が停止し、茎の上部の若い節間が伸長を開始してロゼットが解消する。

### 成育環境
ロゼット型植物の成育できる環境として、最も身近なのは、人間の手によるかく乱が頻繁に起きる場所である。したがって、そこに生えるのは雑草と呼ばれる草である。すなわち、まめに刈り入れが行なわれる場所、家畜によって背の高い草がかじられる場所、踏みつけによって背が高くなれない場所などである。オオバコの場合、踏みつけへの耐性の高さによって、そのような場所での生存が可能になっている。
このほか、背が高くならない植物群落には、ロゼット葉のみからなる植物の例が若干ある。
- 貧栄養の湿地 - モウセンゴケ、ノギラン
- 海岸の岩の上 - シオカゼテンツキ、イソマツ
- 塩性湿地 - ハマサジ
- 水面の水草 - ヒシ、ホテイアオイ

熱帯の高山帯では、大型ロゼット植物という、特殊な姿の植物が知られる。
また、森林内でも着生植物には似た姿になる例がある。熱帯多雨林に成育するオオタニワタリやアナナスであるが、これはむしろ、落ち葉や水を溜めるための適応のようである。

## ロゼット細胞
ロゼット細胞（ロゼットさいぼう、rosette cell）は、針葉樹類の前胚の構成単位の一つである。針葉樹類の胚発生後期では、前胚の細胞壁をもつ細胞から、独立して互いに競争し成長する4–8個の胚が発達する多胚形成が起こる。16細胞期の前胚は下部から順に、頂端層、胚柄層、ロゼット層、そして開放層 (open tier) からなり、頂端層が胚原細胞、胚柄層が胚原胚柄細胞（前懸垂糸）となり、開放層は前胚下部へ栄養を送ってすぐに崩壊する。
ロゼット細胞の機能は明らかではないが、しばしば胚性を復活して数回分裂を行いロゼット胚（ロゼットはい、rosette embryo）となる。ロゼット胚は幼植物にまでは成長できない。

## 動物

### 有櫛動物
有櫛動物におけるロゼットは繊毛環（せんもうかん、ciliated funnel）とも呼ばれ、胃水管系の壁に8個ずつの細胞がドーナツ状に二重の環を作って重なっている構造である。胃水管系の内腔側の細胞には短い直毛が、間充ゲル側の細胞には長い繊毛がある。これらの繊毛運動により胃水管系の水や栄養が間充ゲル内に送られる。原腎管の焔細胞に似ており、排出器官ともいわれる。

### 細胞

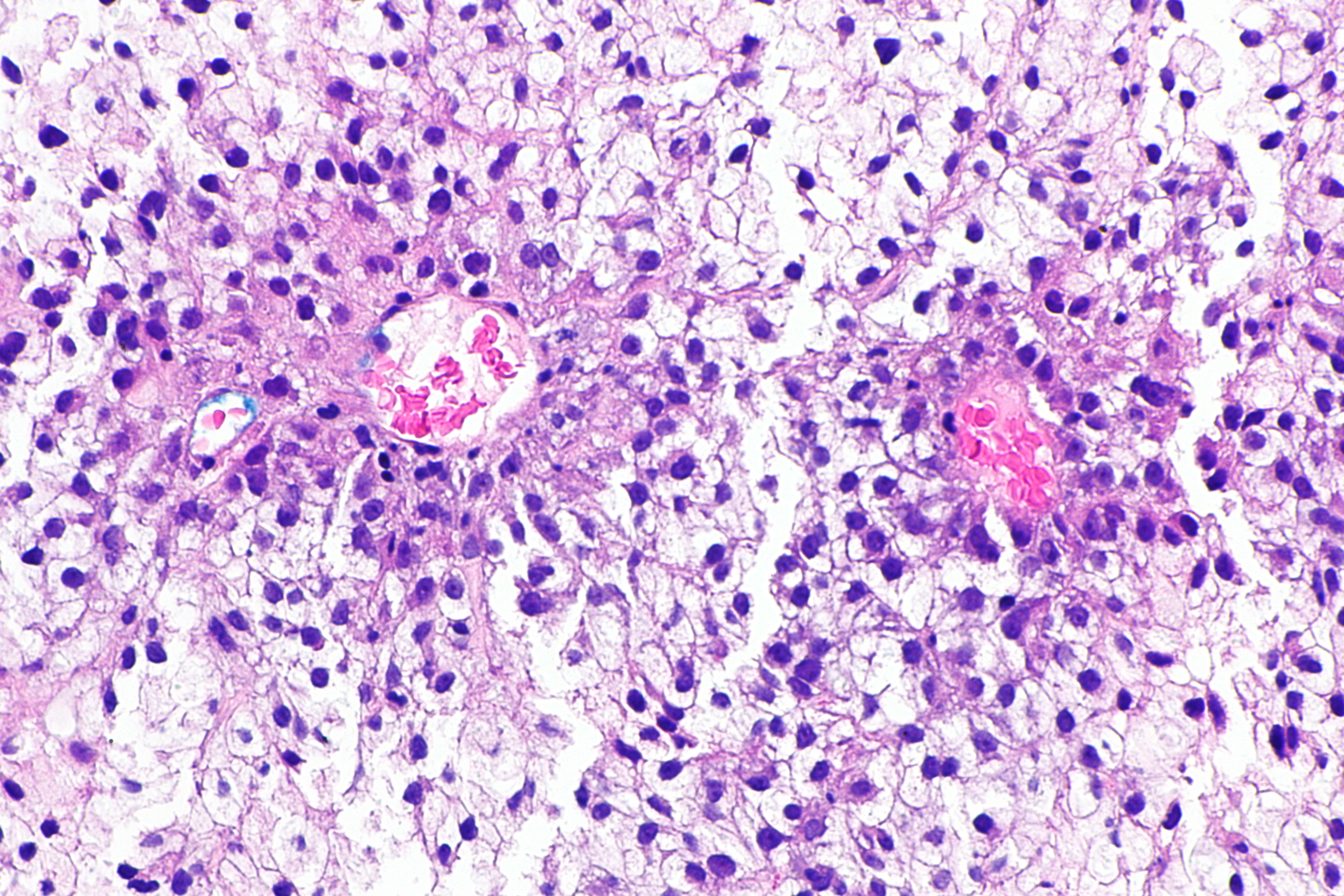
HE染色を施した腎細胞癌の組織。ロゼット様構造がみられる。

細胞や顆粒が放射状に配列された構造をロゼットまたはロゼット様という。菌座とも呼ばれ、神経膠腫の細胞やマラリア原虫の分裂期に見られる。
ハエの胚における体軸伸長、脊椎動物の神経管形成、腎尿細管・脊索の伸長時などに見られる。上皮組織で収斂伸長の進行に貢献する中間構造体となる。隣り合う複数の細胞が協調して細胞間接着を背腹軸方向に収縮させてロゼット様構造が形成される。それに続き中心部の細胞間接着が前後軸方向に伸長し、組織が伸長する。